# Mlađe kameno doba
Mlađe kameno doba ili neolitik (od grčkih riječi neos = nov i lithos = kamen) je razdoblje u ljudskoj povijesti nakon paleolitika i prije metalnog doba. Osnovna obilježja mlađeg kamenog doba su razvoj zemljoradničke i stočarske privrede, pojava stalnih ruralnih i protourbanih naselja tj. prijelaz na "sjedilački način života", te proizvodnja keramičkog posuđa i drugih predmeta od pečene gline. Kameno se oruđe oružje i dalje proizvodi (sve do u brončano doba), a javljaju se tehnike glačanja i poliranja. Umjetnost se ogleda u ukrašavanju keramičkih posuda, figuralne plastike i različitih kultnih predmeta.
Mlađe kameno doba se nije ravnomjerno pojavljivalo u svim krajevima svijeta niti na europskome tlu. Negdje nastaje postupnim razvojem, negdje kao posljedica naglog lokalnog preobražaja, a u neka područja stiže seobom nove populacije. Radi se o dugotrajnom procesu koji se odvijao između 10. i 4. tisućljeća prije Krista. Britanski prapovjesničar Gordon Childe uveo je u znanost pojam neolitičke revolucije, prve revolucije u povijesti ljudskog roda koja ima društveno-gospodarski karakter. To je razdoblje u kojem nastaju prve sjedilačke ljudske zajednice s trajnim naseljima i čvrstim nastambama, utemeljene na uzgoju biljaka i domestikaciji životinja. Prije oko 10 000 god. s holocenom i otopljavanjem nastaju povoljniji uvjeti za prelazak čovjeka s lovačkog i skupljačkog načina života na vlastitu proizvodnju hrane. Neolitik u jugoistočnoj Europi počinje oko 6500 pr. Kr., a oko 3500 pr. Kr. prodire šira upotreba metala kojom se završava neolitik, a počinje bakreno doba ili eneolitik.
Neolitičke se promjene nisu svuda odvijale istovremeno. Novosti se pojavljuju prije što bliže idemo prema JI, Grčkoj i Maloj Aziji, tj. bliže žarištima - pokretačima društvenih tokova. Teorija o plodnom polumjesecu zasniva se na činjenici da su prvi koraci u proizvodnji načinjeni u prostoru koji čini široki luk što se pruža visoravnima (ne dolinama) od Levanta preko Male Azije do iračkog Kurdistana, južno od Kaspijskog jezera, a ovija se oko velikih pustinjskih prostranstava (Arapska, Sirijska, Iranska pustinja). Pravo poljodjelstvo počinje, dakle, neovisno u različitim dijelovima svijeta, u različita vremena, s uzgojem različitih biljaka (plodni polumjesec - pšenica, ječam, mahunarke oko 8000. g. pr. Kr.; Azija - riža, proso oko 6000. g. pr. Kr.; Srednja Amerika - kukuruz, grah, krumpir u 7. tis. pr. Kr.) 
Osim koliba čovjek je gradio i sojenice.sojenice su drvene kuće na stupovima,podignute nad rijekom ili jezerom.

## Protoneolitik
Prijelazno razdoblje između mezolitika (srednjeg kamenog doba) i mlađeg kamenog doba naziva se protoneolitik (grč. protos=prvi, prednji). 
Tada kasni mezolitik ne zadržava izvorne osobine klasičnog mezolitika, već se nazire prijelaz sa skupljanja i lova na proizvodnju hrane, kao i pripitomljavanje životinja. Pojava pripitomljenih životinja potvrđena je arheološki u području Kurdistana (Zagroz planine), ali nema dokaza o uzgoju biljaka. Ipak određeni arheološki nalazi poput kamenih žrvnjeva i mužara, batova i bruseva, jama za zalihe i sl. svjedoče o promjenama u gospodarstvu. Važan izvor prehrane postaju samonikle žitarice čija je postojbina upravo u području Bliskog i Srednjeg Istoka. Istovremeno se javljaju tragovi prvih trajnih naselja koji sugeriraju sjedilački način života (sedentizam), što je vidljivo u ostacima nastambi, a također ga potvrđuju skladištenje i čuvanje hrane, ostaci flore i faune koji pokazuju na izmjenu godišnjih doba, te pokapanje mrtvih u sklopu naselja. 
Primjeri protoneolitičkih zajednica su Karim Shahir kultura u području Kurdistana (Zagroz planine) i natufijenska kultura na području današnjeg Izraela i Jordana (10000. – 8300. g.p.Kr.), za koju su karakteristična trajna naselja na otvorenom: Ejnan, Jerihon i Beidha, ali se još uvijek naseljavaju i pećine. To su djelomično ukopane nastambe kružnog tlorisa koje imaju donji dio od kamena, gornji od trske i rogožine, a središnji stup nosi krovnu konstrukciju. Smještene su oko središnjeg prostora u kojem je ukopano više jama obljepljenih ilovačom, a koje su služile za spremanje zaliha žitarica. Natufijenska kultura u svome je prostoru pojam nečeg novog, a to je osnivanje seoskih zajednica i uvođenje žitne ishrane. Bitno je nova društvena kategorija ruralni život sa standardiziranim stambenim elementima i dugotrajnim boravkom na jednom mjestu kroz više generacija, dakle barem stotinu godina. 
U Europi, protoneolitičkom razdoblju pripada kultura Lepenskog vira čije je gospodarstvo (lov i ribolov) tipično mezolitičko, ali sjedilački način života u naseljima bliže je mlađem kamenom dobu.

## Pretkeramičko mlađe kameno doba
Ovim nazivom se obilježavaju zajednice koje su u različitim dijelovima svijeta dosegle razinu mlađeg kamenog doba u svim aspektima (gospodarskom, društvenom, duhovnom) osim u poznavanju keramičke proizvodnje. 
Najprije je ta pojava uočena na Bliskom Istoku - pretkeramički Jerihon A i B, Çatal Höyük, Asikly Hoyuk, Cayonu, Hacilar, Jarmo - gdje vrlo stabilne klimatske prilike početkom holocena pogoduju razvoju zajednica koje uzgajaju biljke i nastavljaju s pripitomljavanjem životinja. Slične pojave uočene su u Hirokitiji (Cipar) i u grčkoj Tesaliji (tesalska pretkeramika). Sve ovo dovodi do porasta broja stanovnika i stvaranja velikih naselja, a na Bliskom istoku i u Anatoliji i do početaka stvaranja gradova.
Procesi se odvijaju različito u pojedinim područjima, ali uglavnom obuhvaćaju umjereni pojas Dalekog istoka i Amerike, te osobito aktivno središte od Crnog mora i Perzijskog zaljeva do Nila, gdje se počinju uzgajati pšenica, ječam, raž, proso, pojedine grahorice, te lan i konoplja, a od životinja (uz ranijeg psa) udomaćuju se ovca, koza, svinja, govedo, deva i dr. Već u ranijim pretkeramičkim kulturama podižu se naselja gradskog tipa (npr. Jerihon), poslije i s bogatim keramičkim materijalom (Biblos, Çatal Hüyük i dr.). Grade se zemunice, ali i nadzemne konstrukcije od pletera, sušene opeke i dr. Usavršavaju se oruđa i oružja, javljaju se prvi ukrasni predmeti te plastika posvećena kultu.

## Mlađe kameno doba u Hrvatskoj

### Rano mlađe kameno doba
Prve neolitičke kulture na području Hrvatske su starčevačka kultura u sjevernoj Hrvatskoj i impresso-keramička kultura na jadranskoj obali i otocima.
Starčevo, lokalitet po kojem je ova kultura dobila ime, se nalazi u južnom Banatu. Kultura se odatle proširila na područje Srbije, do Kosova na jugu, istočne i srednje Slavonije na zapadu te sjeveroistočne i središnje Bosne gdje se dodiruje s impresso-keramičkom kulturom. Osnovno obilježje starčevačke kulture su posude kuglastih i polukuglastih oblika grube izrade. Ukrašavane su plastičnim naljepcima, izbočinama, otiscima nokta ili prsta. Za fino posuđe je karakteristična sjajna crvena ili oker površina koja je ukrašena slikanjem crvenom, crnom, smeđom i bijelom bojom. Pripadnici ove kulture žive uglavnom u zemunicama. Među najvažnija nalazišta spadaju Vučedol kraj Vukovara, Sarvaš, Vinkovci, Pepelane i dr.
Keramika impresso kulture također je kuglastog ili polukuglastog oblika, crvenosmeđe boje. Ukrašavana je otiskivanjem ruba ili poleđine školjke, puža, prsta ili nokta po čemu je i dobila ime.
Nositelji ove kulture stanuju u špiljama, a kasnije u naseljima polukružnog oblika. Najvažnija nalazišta su Vela jama (Lošinj), Smilčić, Danilo, Markova špilja (Hvar).

### Srednje mlađe kameno doba
U srednjem mlađem kamenom dobu dolazi do primjene nove tehnologije u izradi keramike. Umjesto dosadašnjeg oksidacijskog načina pečenja (uz prisustvo zraka) počinje se primjenjivati redukcijsko pečenje tj, pečenje bez prisustva zraka. Zbog toga posuđe dobiva tamnu, crnu boju. Novost je i tehnika finog poliranja posuđa koje dobiva visoki, gotovo metalni sjaj. Najvažniji predstavnih ovih novina je vinčanska kultura (lokalitet Vinča kraj Beograda), ali ona u Hrvatskoj prodire samo u najistočnije krajeve (Vukovar, Bapska).
Međutim, slijedom utjecaja vinčanske na starčevačku kulturu, stvara se sopotska kultura. koja se proširila po čitavoj Slavoniji, sve do poteza Medvednica-Kalnik. Od lokaliteta, najvažniji su Sopot, Otok, Bapska i Vinkovci. Nastambe su isključivo nadzemne, s podnicama od nabijene zemlje. Posuđe je uglavnom bikoničnog oblika, a osim imitacija vinčanskih ukrasa (urezane trake ispunjene ubodima, glačanje), stvaraju se i originalni ukrasi jednostavnih nizova crta, cik-cak linije i sl.
U središnjoj Hrvatskoj starčevačku kulturu nasljeđuje korenovska kultura, koja pripada srednjoeuropskoj kulturi linearno-trakaste keramike. Karakteristično je ukrašavanje posuđa urezanim usporednim crtama. Od lokaliteta se ističu Malo Korenovo, Drljanovac, Kaniška Iva, Tomašica.
U ovom razdoblju na jadranskoj obali i otocima egzistira danilska kultura (Danilo, Vela jama (Lošinj), Vela spilja (Korčula), Bribir, Grapčeva spilja (Hvar)). Fino keramičko posuđe tamne boje ukrašavano je različitim geometrijskim motivima, spiralama, meandrima i sl. Iako se uglavnom stanovalo u spiljama, nađeni su ostaci zemunica i nadzemnih koliba. Karakteristični su ritoni - kultne posude na četiri noge, s visokom prstenastom ručkom.

### Kasno mlađe kameno doba
U ovom razdoblju se na danilsku nadovezuje hvarska kultura (Hvar, Lastovo, Pelješac, Korčula i dr.) koja nije jedinstvena na cijelom prostoru rasprostiranja, već se pojavljuju određene lokalne varijante. Karakteristična je fina, tamna glačana i oslikana keramika. Razni se motivi slikaju crvenom, bijelom, smeđom i crnom bojom.

## Unutarnje poveznice
- Megalitska kultura
- Neolitska umjetnost
- Tehnologija mlađeg kamenog doba
- Hrvatski povijesni prostor u mlađem kamenom dobu

## Vanjske poveznice
- mlađe kameno doba Hrvatska enciklopedija (LZMK)